# Пяйят-Гяме
Пя́йят-Гя́ме (фін. Päijät-Häme, швед. Päijänne-Tavastland) — провінція Фінляндії. Центром є Лахті.
Межує з провінціями Уусімаа, Канта-Гяме, Пірканмаа, Кескі-Суомі, Південна Савонія, Кюменлааксо і Північна Уусімаа.
У межах Пяйят-Гяме розташоване озеро Весіярві і південна частина озера Пяйянне.

## Історія
Назву Пяйят-Гяме зароваджено в 50-х роках XX століття. До 1997 року більша частина муніципалітетів сучасної провінції входила до складу губернії Гяме, крім розташованих східніше від озера Пяйянне муніципалітетів Гейнола, сільський муніципалітет Гейнола, Сюсмя і Гартола, що входили в склад губернії Міккелі. Від 1997 до 2009 провінція входила в склад губернії Південна Фінляндія.

## Адміністративно-територіальний поділ
1. Асіккала
2. Гартола
3. Гейнола
4. Голлола
5. Кяркьоля
6. Лахті
7. Оріматтіла
8. Падасйокі
9. Сюсьмя

Колишні муніципалітети:
1. Арт'ярві
2. Гямеенкоскі
3. Настола